# Grace and Frankie/Episodenliste
Diese Episodenliste enthält alle Episoden der US-amerikanischen Comedyserie Grace and Frankie, sortiert nach der US-amerikanischen Erstausstrahlung. Die Fernsehserie umfasst insgesamt sieben Staffeln mit 94 Episoden.

## Übersicht
| Staffel | Episodenanzahl | Episodenanzahl | Erstveröffentlichung USA | Deutschsprachige Erstveröffentlichung |
| ------- | -------------- | -------------- | ------------------------ | ------------------------------------- |
| 1       | 13             | 13             | 8. Mai 2015              | 8. Mai 2015                           |
| 2       | 13             | 13             | 6. Mai 2016              | 6. Mai 2016                           |
| 3       | 13             | 13             | 24. März 2017            | 24. März 2017                         |
| 4       | 13             | 13             | 19. Januar 2018          | 19. Januar 2018                       |
| 5       | 13             | 13             | 18. Januar 2019          | 18. Januar 2019                       |
| 6       | 13             | 13             | 17. Januar 2020          | 17. Januar 2020                       |
| 7       | 16             | 4              | 13. August 2021          | 13. August 2021                       |
| 7       | 16             | 12             | 29. April 2022           | 29. April 2022                        |

## Staffel 1
Die Erstveröffentlichung der ersten Staffel in den Vereinigten Staaten und in Deutschland fand am 8. Mai 2015 auf dem Video-on-Demand-Anbieter Netflix per Streaming statt.
| Nr. (ges.) | Nr. (St.) | Deutscher Titel           | Originaltitel      | Erstausstrahlung USA | Deutschsprachige Erstausstrahlung (D/A/CH) | Regie               | Drehbuch                                        |
| ---------- | --------- | ------------------------- | ------------------ | -------------------- | ------------------------------------------ | ------------------- | ----------------------------------------------- |
| 1          | 1         | Das Ende                  | The End            | 8. Mai 2015          | 8. Mai 2015                                | Tate Taylor         | Marta Kauffman & Howard J. Morris               |
| 2          | 2         | Die Kreditkarten          | The Credit Cards   | 8. Mai 2015          | 8. Mai 2015                                | Scott Winant        | Marta Kauffman & Howard J. Morris               |
| 3          | 3         | Das Abendessen            | The Dinner         | 8. Mai 2015          | 8. Mai 2015                                | Bryan Gordon        | Nancy Fichman & Jennifer Hoppe-House            |
| 4          | 4         | Die Beerdigung            | The Funeral        | 8. Mai 2015          | 8. Mai 2015                                | Tim Kirkby          | Alexa Junge                                     |
| 5          | 5         | Der Sturz                 | The Fall           | 8. Mai 2015          | 8. Mai 2015                                | Betty Thomas        | Billy Finnegan                                  |
| 6          | 6         | Das Erdbeben              | The Earthquake     | 8. Mai 2015          | 8. Mai 2015                                | Tristram Shapeero   | Jacquelyn Reingold                              |
| 7          | 7         | Der Buchstabierwettbewerb | The Spelling Bee   | 8. Mai 2015          | 8. Mai 2015                                | Tim Kirkby          | Julieanne Smolinski                             |
| 8          | 8         | Der Sex                   | The Sex            | 8. Mai 2015          | 8. Mai 2015                                | Dennie Gordon       | David Budin & Brendan McCarthy                  |
| 9          | 9         | Die Einladung             | The Invitation     | 8. Mai 2015          | 8. Mai 2015                                | Matt Shakman        | Billy Finnegan                                  |
| 10         | 10        | Der Aufzug                | The Elevator       | 8. Mai 2015          | 8. Mai 2015                                | Miguel Arteta       | Laura Jacqmin                                   |
| 11         | 11        | Die Geheimnisse           | The Secrets        | 8. Mai 2015          | 8. Mai 2015                                | Andrew McCarthy     | Nancy Fichman & Jennifer Hoppe-House            |
| 12         | 12        | Der Junggesellenabschied  | The Bachelor Party | 8. Mai 2015          | 8. Mai 2015                                | Julie Anne Robinson | Jacquelyn Reingold                              |
| 13         | 13        | Das Gelübde               | The Vows           | 8. Mai 2015          | 8. Mai 2015                                | Dean Parisot        | Marta Kauffman & Howard J. Morris & Alexa Junge |

## Staffel 2
Die Erstveröffentlichung der zweiten Staffel in den Vereinigten Staaten und in Deutschland fand am 6. Mai 2016 auf dem Video-on-Demand-Anbieter Netflix per Streaming statt.
| Nr. (ges.) | Nr. (St.) | Deutscher Titel | Originaltitel   | Erstausstrahlung USA | Deutschsprachige Erstausstrahlung (D/A/CH) | Regie             | Drehbuch                             |
| ---------- | --------- | --------------- | --------------- | -------------------- | ------------------------------------------ | ----------------- | ------------------------------------ |
| 14         | 1         | Der Wunsch      | The Wish        | 6. Mai 2016          | 6. Mai 2016                                | Dean Parisot      | Marta Kauffman & Howard J. Morris    |
| 15         | 2         | Der Vitamix     | The Vitamix     | 6. Mai 2016          | 6. Mai 2016                                | Rebecca Asher     | Alexa Junge                          |
| 16         | 3         | Die Verhandlung | The Negotiation | 6. Mai 2016          | 6. Mai 2016                                | Trent O’Donnell   | Billy Finnegan                       |
| 17         | 4         | Der Roadtrip    | The Road Trip   | 6. Mai 2016          | 6. Mai 2016                                | Arlene Sanford    | Nancy Fichman & Jennifer Hoppe-House |
| 18         | 5         | Die Prüfung     | The Test        | 6. Mai 2016          | 6. Mai 2016                                | Andy Ackerman     | John Hoffman                         |
| 19         | 6         | Das Hähnchen    | The Chicken     | 6. Mai 2016          | 6. Mai 2016                                | Jann Turner       | Julie Durk                           |
| 20         | 7         | Das Wildschwein | The Boar        | 6. Mai 2016          | 6. Mai 2016                                | Michael Showalter | Julieanne Smolinski                  |
| 21         | 8         | Die Anchor-Bar  | The Anchor      | 6. Mai 2016          | 6. Mai 2016                                | Melanie Mayron    | David Budin & Brendan McCarthy       |
| 22         | 9         | Der Abschied    | The Goodbyes    | 6. Mai 2016          | 6. Mai 2016                                | Jason Ensler      | Nancy Fichman & Jennifer Hoppe-House |
| 23         | 10        | Das Schlupfloch | The Loophole    | 6. Mai 2016          | 6. Mai 2016                                | Lee Rose          | Billy Finnegan                       |
| 24         | 11        | Das Besäufnis   | The Bender      | 6. Mai 2016          | 6. Mai 2016                                | Alex Hardcastle   | Brooke Wied & Alex Burnett           |
| 25         | 12        | Die Party       | The Party       | 6. Mai 2016          | 6. Mai 2016                                | Wendey Stanzler   | Alexa Junge                          |
| 26         | 13        | Der Coup        | The Coup        | 6. Mai 2016          | 6. Mai 2016                                | Rebecca Asher     | Marta Kauffman & Howard J. Morris    |

## Staffel 3
Die Erstveröffentlichung der dritten Staffel in den Vereinigten Staaten und in Deutschland fand am 24. März 2017 auf dem Video-on-Demand-Anbieter Netflix per Streaming statt.
| Nr. (ges.) | Nr. (St.) | Deutscher Titel     | Originaltitel      | Erstausstrahlung USA | Deutschsprachige Erstausstrahlung (D/A/CH) | Regie           | Drehbuch                          |
| ---------- | --------- | ------------------- | ------------------ | -------------------- | ------------------------------------------ | --------------- | --------------------------------- |
| 27         | 1         | Die Ausstellung     | The Art Show       | 24. März 2017        | 24. März 2017                              | Marta Kauffman  | Marta Kauffman & Howard J. Morris |
| 28         | 2         | Der Inkubator       | The Incubator      | 24. März 2017        | 24. März 2017                              | Arlene Sanford  | Billy Finnegan                    |
| 29         | 3         | Die Fokusgruppe     | The Focus Group    | 24. März 2017        | 24. März 2017                              | Ken Whittingham | Wil Calhoun                       |
| 30         | 4         | Der Einbruch        | The Burglary       | 24. März 2017        | 24. März 2017                              | Alex Hardcastle | Brendan McCarthy & David Budin    |
| 31         | 5         | Die Waffe           | The Gun            | 24. März 2017        | 24. März 2017                              | Rebecca Asher   | Julie Durk                        |
| 32         | 6         | Das Gras            | The Pot            | 24. März 2017        | 24. März 2017                              | Andy Ackerman   | Julieanne Smolinski               |
| 33         | 7         | Der Boden           | The Floor          | 24. März 2017        | 24. März 2017                              | Rebecca Asher   | Alexa Junge                       |
| 34         | 8         | Das Panikgerät      | The Alert          | 24. März 2017        | 24. März 2017                              | Melanie Mayron  | John Hoffman                      |
| 35         | 9         | Die Entschuldigung  | The Apology        | 24. März 2017        | 24. März 2017                              | Ken Whittingham | Alex Kavallierou & Sara Lohman    |
| 36         | 10        | Die Aufkleber       | The Labels         | 24. März 2017        | 24. März 2017                              | Arlene Sanford  | Alex Burnett & Brooke Wied        |
| 37         | 11        | Der andere Vibrator | The Other Vibrator | 24. März 2017        | 24. März 2017                              | Rebecca Asher   | Billy Finnegan                    |
| 38         | 12        | Das Musical         | The Musical        | 24. März 2017        | 24. März 2017                              | Arlene Sanford  | Wil Calhoun                       |
| 39         | 13        | Das Zeichen         | The Sign           | 24. März 2017        | 24. März 2017                              | Rebecca Asher   | Marta Kauffman & Howard J. Morris |

## Staffel 4
Die Erstveröffentlichung der vierten Staffel in den Vereinigten Staaten und in Deutschland fand am 19. Januar 2018 auf dem Video-on-Demand-Anbieter Netflix per Streaming statt.
| Nr. (ges.) | Nr. (St.) | Deutscher Titel               | Originaltitel         | Erstausstrahlung USA | Deutschsprachige Erstausstrahlung (D/A/CH) | Regie                  | Drehbuch                          |
| ---------- | --------- | ----------------------------- | --------------------- | -------------------- | ------------------------------------------ | ---------------------- | --------------------------------- |
| 40         | 1         | Die Untermieterin             | The Lodger            | 19. Jan. 2018        | 19. Jan. 2018                              | Alex Hardcastle        | Marta Kauffman & Howard J. Morris |
| 41         | 2         | Die Geschlechts-Schnitzeljagd | The Scavengender Hunt | 19. Jan. 2018        | 19. Jan. 2018                              | Ken Whittingham        | Marta Kauffman & Howard J. Morris |
| 42         | 3         | Die Tappy Awards              | The Tappys            | 19. Jan. 2018        | 19. Jan. 2018                              | Rebecca Asher          | Billy Finnegan                    |
| 43         | 4         | Das Verfallsdatum             | The Expiration Date   | 19. Jan. 2018        | 19. Jan. 2018                              | Alex Hardcastle        | John Hoffman                      |
| 44         | 5         | Die Pop-Ups                   | The Pop-Ups           | 19. Jan. 2018        | 19. Jan. 2018                              | Rebecca Asher          | Julia Durk                        |
| 45         | 6         | Die Halterung                 | The Hinge             | 19. Jan. 2018        | 19. Jan. 2018                              | Ken Whittingham        | Julieanne Smolinski               |
| 46         | 7         | Das Festnetz                  | The Landline          | 19. Jan. 2018        | 19. Jan. 2018                              | Randall Keenan Winston | Michael Platt & Barry Safchik     |
| 47         | 8         | Die Sperrzone                 | The Lockdown          | 19. Jan. 2018        | 19. Jan. 2018                              | Gail Lerner            | David Budin & Brendan McCarthy    |
| 48         | 9         | Das Knie                      | The Knee              | 19. Jan. 2018        | 19. Jan. 2018                              | Rebecca Asher          | Gretchen Enders                   |
| 49         | 10        | Der Todesdildo                | The Death Stick       | 19. Jan. 2018        | 19. Jan. 2018                              | Ken Whittingham        | Brooke Wied                       |
| 50         | 11        | Die Wanne                     | The Tub               | 19. Jan. 2018        | 19. Jan. 2018                              | Rebecca Asher          | Alex Burnett                      |
| 51         | 12        | Die Ratten                    | The Rats              | 19. Jan. 2018        | 19. Jan. 2018                              | Alan Poul              | Sara Lohman & Alex Kavallierou    |
| 52         | 13        | Das Heim                      | The Home              | 19. Jan. 2018        | 19. Jan. 2018                              | Marta Kauffman         | Melissa DiNicola & Billy Finnegan |

## Staffel 5
Die Erstveröffentlichung der fünften Staffel in den Vereinigten Staaten und in Deutschland fand am 18. Januar 2019 auf dem Video-on-Demand-Anbieter Netflix per Streaming statt.
| Nr. (ges.) | Nr. (St.) | Deutscher Titel   | Originaltitel   | Erstausstrahlung USA | Deutschsprachige Erstausstrahlung (D/A/CH) | Regie                  | Drehbuch                          |
| ---------- | --------- | ----------------- | --------------- | -------------------- | ------------------------------------------ | ---------------------- | --------------------------------- |
| 53         | 1         | Das Haus          | The House       | 18. Jan. 2019        | 18. Jan. 2019                              | Michael Showalter      | Marta Kauffman & Howard J. Morris |
| 54         | 2         | Die Hausbesetzung | The Squat       | 18. Jan. 2019        | 18. Jan. 2019                              | Ken Whittingham        | Billy Finnegan                    |
| 55         | 3         | Der Pfleger       | The Aide        | 18. Jan. 2019        | 18. Jan. 2019                              | Kyra Sedgwick          | Michael Platt & Barry Safchik     |
| 56         | 4         | Die Ampel         | The Crosswalk   | 18. Jan. 2019        | 18. Jan. 2019                              | John Hoffman           | John Hoffman                      |
| 57         | 5         | Die Apotheke      | The Pharmacy    | 18. Jan. 2019        | 18. Jan. 2019                              | Randall Keenan Winston | Julia Durk                        |
| 58         | 6         | Der Ausflug       | The Retreat     | 18. Jan. 2019        | 18. Jan. 2019                              | Rebecca Asher          | Julieanne Smolinski               |
| 59         | 7         | Der Tremor        | The Tremor      | 18. Jan. 2019        | 18. Jan. 2019                              | Ken Whittingham        | David Budin & Brendan McCarthy    |
| 60         | 8         | Die Zeremonie     | The Ceremony    | 18. Jan. 2019        | 18. Jan. 2019                              | Rebecca Asher          | Brooke Wied                       |
| 61         | 9         | Die Website       | The Website     | 18. Jan. 2019        | 18. Jan. 2019                              | Silver Tree            | Alex Burnett                      |
| 62         | 10        | Die Highs         | The Highs       | 18. Jan. 2019        | 18. Jan. 2019                              | Ken Whittingham        | Alex Kavallierou                  |
| 63         | 11        | Das Video         | The Video       | 18. Jan. 2019        | 18. Jan. 2019                              | David Warren           | David Budin & Brendan McCarthy    |
| 64         | 12        | Die Hochzeit      | The Wedding     | 18. Jan. 2019        | 18. Jan. 2019                              | Alex Hardcastle        | Ben Siskin & Billy Finnegan       |
| 65         | 13        | Die Alternative   | The Alternative | 18. Jan. 2019        | 18. Jan. 2019                              | Marta Kauffman         | Marta Kauffman & Howard J. Morris |

## Staffel 6
Die Erstveröffentlichung der sechsten Staffel in den Vereinigten Staaten und in Deutschland fand am 17. Januar 2020 auf dem Video-on-Demand-Anbieter Netflix per Streaming statt.
| Nr. (ges.) | Nr. (St.) | Deutscher Titel        | Originaltitel       | Erstausstrahlung USA | Deutschsprachige Erstausstrahlung (D/A/CH) | Regie            | Drehbuch                          |
| ---------- | --------- | ---------------------- | ------------------- | -------------------- | ------------------------------------------ | ---------------- | --------------------------------- |
| 66         | 1         | Die frisch Vermählten  | The Newlyweds       | 15. Jan. 2020        | 17. Jan. 2020                              | Marta Kauffman   | Marta Kauffman & Howard J. Morris |
| 67         | 2         | Die Rettung            | The Rescue          | 15. Jan. 2020        | 17. Jan. 2020                              | David Warren     | David Budin & Brendan McCarthy    |
| 68         | 3         | Die Paradefrau         | The Trophy Wife     | 15. Jan. 2020        | 17. Jan. 2020                              | Ken Whittingham  | Julie Durk                        |
| 69         | 4         | Die kapriziöse Walnuss | The Funky Walnut    | 15. Jan. 2020        | 17. Jan. 2020                              | John Hoffman     | John Hoffman                      |
| 70         | 5         | Die Geständnisse       | The Confessions     | 15. Jan. 2020        | 17. Jan. 2020                              | Betty Thomas     | Julieanne Smolinski               |
| 71         | 6         | Die Schwerhörige       | The Bad Hearer      | 15. Jan. 2020        | 17. Jan. 2020                              | Marta Cunningham | Alex Burnett                      |
| 72         | 7         | Die Überraschungen     | The Surprises       | 15. Jan. 2020        | 17. Jan. 2020                              | Ken Whittingham  | Barry Safchik & Michael Platt     |
| 73         | 8         | Das Rippchen           | The Short Rib       | 15. Jan. 2020        | 17. Jan. 2020                              | Marta Kauffman   | Brooke Wied                       |
| 74         | 9         | Die Simultantechnik    | The One-at-a-Timing | 15. Jan. 2020        | 17. Jan. 2020                              | Rebecca Asher    | Elena Crevello                    |
| 75         | 10        | Der Duft               | The Scent           | 15. Jan. 2020        | 17. Jan. 2020                              | Ken Whittingham  | David Budin & Brendan McCarthy    |
| 76         | 11        | Die Lachnummer         | The Laughing Stock  | 15. Jan. 2020        | 17. Jan. 2020                              | Alex Hardcastle  | Alex Levy & Ben Siskin            |
| 77         | 12        | Der Tank               | The Tank            | 15. Jan. 2020        | 17. Jan. 2020                              | Rebecca Asher    | Alex Kavallierou                  |
| 78         | 13        | Die Veränderung        | The Change          | 15. Jan. 2020        | 17. Jan. 2020                              | Marta Kauffman   | Marta Kauffman & Howard J. Morris |

## Staffel 7
Die Erstveröffentlichung der ersten vier Folgen der siebten Staffel fand in den Vereinigten Staaten und in Deutschland am 13. August 2021 auf dem Video-on-Demand-Anbieter Netflix per Streaming statt. Die restlichen 12 Folgen erschienen am 29. April 2022. 
| Nr. (ges.) | Nr. (St.) | Deutscher Titel        | Originaltitel       | Erstausstrahlung USA | Deutschsprachige Erstausstrahlung (D/A/CH) | Regie           | Drehbuch                                    |
| ---------- | --------- | ---------------------- | ------------------- | -------------------- | ------------------------------------------ | --------------- | ------------------------------------------- |
| 79         | 1         | Die Wohngemeinschaft   | The Roomies         | 13. Aug. 2021        | 13. Aug. 2021                              | Marta Kauffman  | Marta Kauffman & Howard J. Morris           |
| 80         | 2         | Die Anklageverlesung   | The Arraignment     | 13. Aug. 2021        | 13. Aug. 2021                              | Alex Hardcastle | Julie Durk                                  |
| 81         | 3         | Bunny                  | The Bunny           | 13. Aug. 2021        | 13. Aug. 2021                              | Gail Lerner     | Barry Safchik & Michael Platt               |
| 82         | 4         | Die Beschneidung       | The Circumcision    | 13. Aug. 2021        | 13. Aug. 2021                              | David Warren    | David Warren                                |
| 83         | 5         | Der Waschbär           | The Raccoon         | 29. Apr. 2022        | 29. Apr. 2022                              | Betty Thomas    | Elena Crevello                              |
| 84         | 6         | Verkabelt              | The Wire            | 29. Apr. 2022        | 29. Apr. 2022                              | Gail Mancuso    | Alex Kavallierou                            |
| 85         | 7         | Die Wahrsagerin        | The Psychic         | 29. Apr. 2022        | 29. Apr. 2022                              | Molly McGlynn   | Brendan McCarthy                            |
| 86         | 8         | Die Bonida Bandidas    | The Bonida Bandidas | 29. Apr. 2022        | 29. Apr. 2022                              | Marta Kauffman  | David Budin                                 |
| 87         | 9         | Die Prophezeiung       | The Prediction      | 29. Apr. 2022        | 29. Apr. 2022                              | Todd Holland    | Alex Burnett                                |
| 88         | 10        | Die Panikattacken      | The Panic Attacks   | 29. Apr. 2022        | 29. Apr. 2022                              | David Warren    | Alex Levy & Pete Swanson                    |
| 89         | 11        | Die furchtbare Familie | The Horrible Family | 29. Apr. 2022        | 29. Apr. 2022                              | Kelly Park      | Brooke Wied                                 |
| 90         | 12        | Das Casino             | The Casino          | 29. Apr. 2022        | 29. Apr. 2022                              | Ken Whittingham | Julie Durk, Alex Burnett & Elena Crevello   |
| 91         | 13        | Das letzte Hurra       | The Last Hurrah     | 29. Apr. 2022        | 29. Apr. 2022                              | Molly McGlynn   | James Newmyer & Brendan McCarthy            |
| 92         | 14        | Das Paprikahühnchen    | The Paprikash       | 29. Apr. 2022        | 29. Apr. 2022                              | Rebecca Asher   | Alex Kavallierou, Brooke Wied & David Budin |
| 93         | 15        | Die Fake-Trauerfeier   | The Fake Funeral    | 29. Apr. 2022        | 29. Apr. 2022                              | Alex Hardcastle | Barry Safchik & Michael Platt               |
| 94         | 16        | Der Anfang             | The Beginning       | 29. Apr. 2022        | 29. Apr. 2022                              | Marta Kauffman  | Marta Kauffman & Howard J. Morris           |